# Strzelanina w Washington Navy Yard

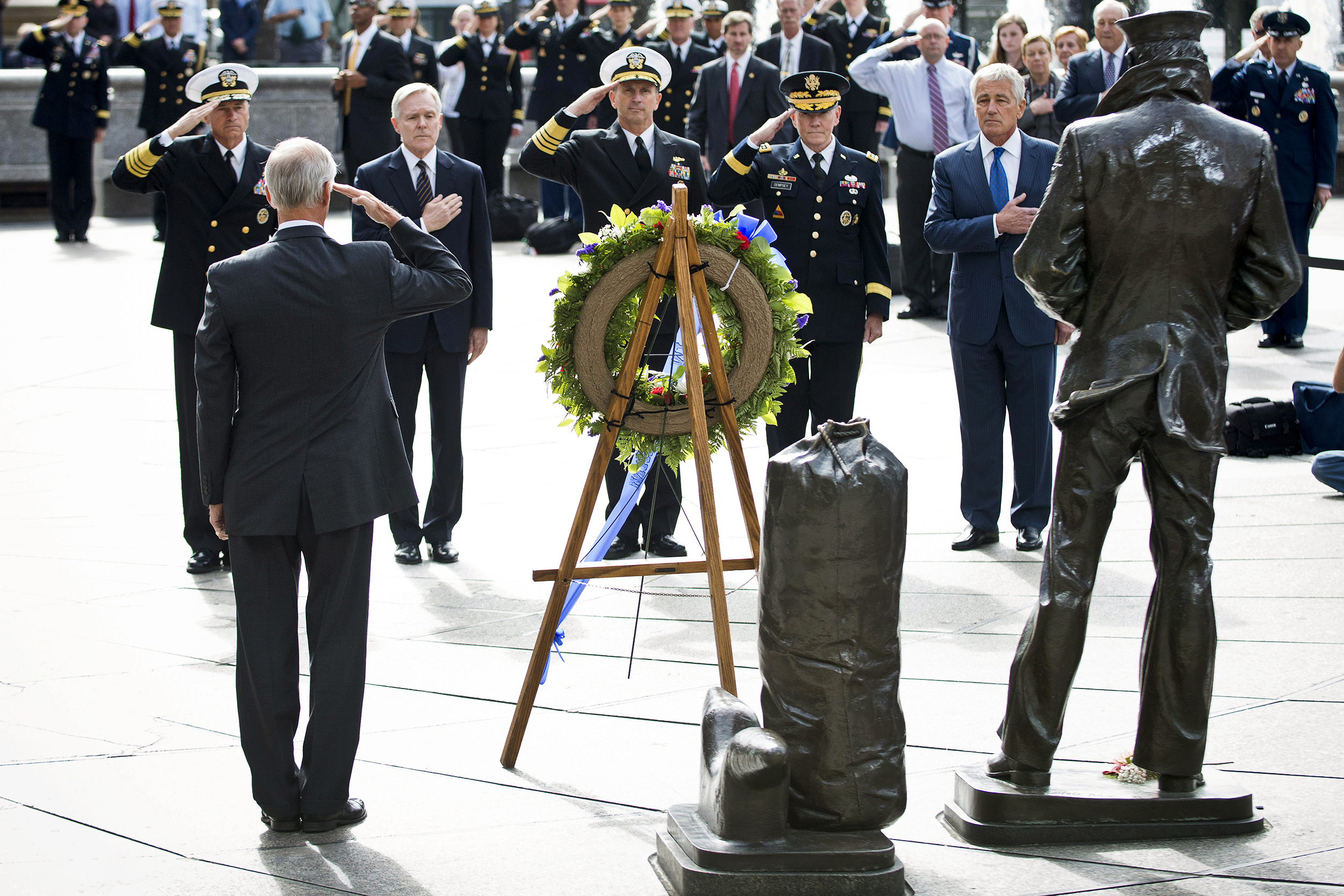
Uroczystości ku pamięci ofiar dzień po strzelaninie

Strzelanina w Washington Navy Yard – strzelanina, do której doszło 16 września 2013 roku w nieczynnej stoczni amerykańskiej marynarki wojennej Washington Navy Yard, obecnie służącej jako centrum administracyjne marynarki wojennej USA, znajdującej się w stolicy kraju Waszyngtonie. W wyniku strzelaniny zginęło 13 osób, a 8 zostało rannych. Napastnikiem był 34-letni były pracownik stoczni Aaron Alexis.

## Przebieg
Alexis przyjechał do Washington Navy Yard z hotelu, w którym mieszkał, białą Toyotą Prius o godz. 7:53 rano czasu miejscowego. Na teren stoczni wszedł za pomocą specjalnej przepustki, którą posiadał. O godz. 8:08 wszedł, uzbrojony w strzelbę Mossberg 500, do jednego z budynków stoczni, w którym dawniej pracował. Pierwsze strzały do pracujących tam ludzi oddał o godz. 8:16. Alexis postrzelił sześć osób, pięć z nich zabijając na miejscu. Minutę później miały miejsce pierwsze telefony na numer alarmowy 911. Alexis tymczasem strzelał na korytarzach i w niektórych pomieszczeniach do kolejnych osób. Na czwartym piętrze budynku zastrzelił łącznie osiem ze swoich ofiar (pięć pierwszych zabitych osób w jednym z pomieszczeń i trzy inne na korytarzach), po czym zszedł na trzecie piętro, zabijając tam kolejne dwie osoby. Później sprawca zszedł na pierwsze piętro budynku, jednak nie znalazł tam nikogo, więc chwilowo przestał strzelać. W trakcie całej strzelaniny kamery nagrały sprawcę, jak biegnie między piętrami i chodzi po korytarzach, celując do ludzi.
Sprawca skierował się następnie na parter i zaczął iść w kierunku głównego wejścia do budynku, gdzie zobaczył ewakuujących się ludzi i strażnika, który pilnował wejścia. Napastnik zastrzelił strażnika i zabrał jego pistolet Beretta M9. O godz. 8:34 skierował się do zachodniej części budynku, gdzie zastrzelił mężczyznę i ranił kolejnego. O 9:12 do budynku weszło dwóch policjantów. Alexis otworzył do nich ogień, raniąc jednego z nich. Kilkanaście minut później o godz. 9:25 po długotrwałej wymianie ognia, jeden z policjantów Dorian DeSantis zabił napastnika, strzelając mu w głowę. Masakra trwała prawie półtorej godziny. W strzelaninie zginęło łącznie 13 osób, a 8 zostało rannych. Wszystkie ofiary śmiertelne zostały zabite strzałami natomiast spośród wszystkich ośmiu rannych osób, które przeżyły, tylko trzy zostały bezpośrednio postrzelone przez napastnika.
Strzelanina została początkowo uznana przez niektórych za zamach terrorystyczny.

## Ofiary strzelaniny[10]
- Michael Arnold (59 lat)
- Martin Bodrog (53 lata)
- Arthur Daniels (51 lat)
- Sylvia Frasier (53 lata)
- Kathy Gaarde (62 lata)
- John Roger Johnson (73 lata)
- Mary Francis Knight (51 lat)
- Frank Kohler (50 lat)
- Vishnu Pandit (61 lat)
- Kenneth Bernard Proctor (46 lat)
- Gerald Read (58 lat)
- Richard Michael Ridgell (52 lata)
- Aaron Alexis (34 lata)

## Sprawca
Sprawcą masakry był 34-letni Aaron Alexis (ur. 9 maja 1979 w Queens w Nowym Jorku), który był dawnym pracownikiem stoczni, w której dokonał masakry. Alexis służył w wielu bazach marynarki wojennej prawdopodobnie od maja 2007 do stycznia 2013 roku, prywatnie był buddystą i nie miał kontaktów z żadnymi organizacjami terrorystycznymi. W przeszłości był dwukrotnie aresztowany, ale nie wyciągnięto wobec niego zarzutów i go nie ukarano. Alexis miał uskarżać się na rzekome dyskryminowanie go w miejscach pracy z powodu bycia czarnoskórym. Motywy zamachowca nie są znane, aczkolwiek przypuszczalnie masakra której się dopuścił mogła mieć związek z jego zaburzeniami psychicznymi - według FBI Alexis cierpiał na schizofrenię paranoidalną, m.in. twierdził, że słyszy głosy w swojej głowie, jest ofiarą wielokrotnego prześladowania na tle rasowym i że jest kontrolowany przez fale elektromagnetyczne o ekstremalnie niskiej częstotliwości. W jego pokoju hotelowym policja znalazła ponadto rozebrane na części łóżko, mikrofon przyklejony do sufitu i kilka innych sprzętów, które miały zapobiec śledzeniu go przez nieznane osoby, których głosy słyszał w swojej głowie i które rzekomo miały go prześladować i zastraszać.